# نوزومي هارا
نوزومي هارا مواليد 9 مارس 1991، هي لاعبة كرة يد يابانية تلعب كظهير أيسر. مثلت منتخب اليابان لكرة اليد للسيدات.

## سجل المنافسة
شاركت في البطولات التالية:
- بطولة العالم لكرة اليد للسيدات 2013
- بطولة العالم لكرة اليد للسيدات 2015